# 加拿大国家研究委员会
加拿大国家研究委员会，或加拿大國家研究院，是加拿大政府的主要国家级科学技术研究机构，1916年成立。它是加拿大最大的联邦研发机构。
加拿大国家研究委员会由该国創新、科學暨經濟發展部部長領導。